# Rendezvous in Paris (1950)
Rendezvous in Paris (französischer Originaltitel: Le Château de verre) ist ein französisches Filmdrama in Schwarzweiß von René Clément aus dem Jahr 1950 nach dem Roman Rendezvous in Paris von Vicki Baum mit Michèle Morgan und Jean Marais in den Hauptrollen.

## Handlung
Evelyne, gut verheiratet mit dem Berner Staatsanwalt Laurent Bertal, würde sich sehr freuen, wenn ihr Ehemann sie nicht immer für seine Arbeit vernachlässigen würde. Während eines Aufenthalts in Italien am Ufer des Comer Sees trifft Evelyne mit ihrer Freundin Elena Rémy Marsay einen launischen und verspielten jungen Mann, der sie verführt. Ihr Mann Laurent ahnt etwas und fragt Elena, die aber nur von einem einfachen harmlosen Flirt spricht. Die Spannung lässt jedoch beim Paar nach. Rémy seinerseits berichtet seiner Geliebten Marion von seiner Eroberung. Sie drängt ihn, Evelyne zu bitten, ihm nach Paris zu folgen, weil sie sicher ist, dass es nur ein kurzlebiges Abenteuer sein wird. Zunächst widerstrebend, kommt Evelyne in Paris an, während ihr Ehemann Laurent glaubt, sie sei bei Elena auf dem Land. Trotzdem in der Hauptstadt angekommen, erkennt sie ihre Kühnheit und überlegt umzukehren. Aber nachdem sie einen verträumten Tag damit verbracht hat, mit Rémy Paris zu besuchen, wird sie seine Geliebte, und für sie ist es ein anderes Leben … Rémy versteht plötzlich, dass er in sie verliebt ist, und bittet sie, Laurent zu verlassen. Evelyne wünscht es sich und will mit ihrem Ehemann reden, entschlossen, ihre Freiheit zu erlangen. Aber diese Liebesgeschichte ohne Zukunft, dieses „Glasschloss“ wird brechen. Der vorübergehende Abschied zieht sich hin, Evelyne verpasst ihren Zug, nimmt ein Flugzeug, das niemals am Ziel ankommen wird. Sie stirbt bei dem Unfall beim Start. Laurent versteht schließlich, dass Elena, die „Freundin der Familie“, Evelynes Flucht vor ihm versteckt hat: Die beiden Frauen, die ihm wichtig waren, haben ihn betrogen.

## Hintergrund

### Erstaufführungen
Rendezvous in Paris wurde am 16. Dezember 1950 uraufgeführt. Die deutsche Erstaufführung war am 14. Juni 1951. Die Rolle des Laurent Bertal wurde doppelt besetzt: in der französischen Fassung spielt sie Jean Servais, gleichzeitig wurde eine italienische Fassung gedreht, in der Fosco Giachetti die Rolle übernahm.

### Synchronisation
Rendezvous in Paris wurde von der Ala-Film GmbH synchronisiert. Conrad von Molo führte Dialogregie nach einem Dialogbuch von Harald G. Petersson. Dabei sprach Gisela Hoeter die Évelyne Lorin-Bertal, John Pauls-Harding den Rémi Marsay und Wolfgang Eichberger den Laurent Bertal.

## Rezeption

### Kritik
Das Lexikon des internationalen Films sah eine „[s]ehr elegant inszenierte Romanverfilmung“.

### Folgen
1982 erschien eine weitere Verfilmung des Stoffes von Gabi Kubach, ebenfalls unter dem Titel Rendezvous in Paris.